# Rånö
Rånö är en 6 kilometer lång, ganska kuperad ö, belägen strax söder om Utö i södra delen av Stockholms skärgård tillhörande Haninge kommun. I väst ligger fjärden Mysingen och i öst, på andra sidan det smala Rånösundet, ligger Ålö. Södra delen av dagens ö, Norrön var tidigare en egen ö men har genom landhöjningen vuxit samman med Rånö. Ön har en yta på 5,21 kvadratkilometer.

## Historia

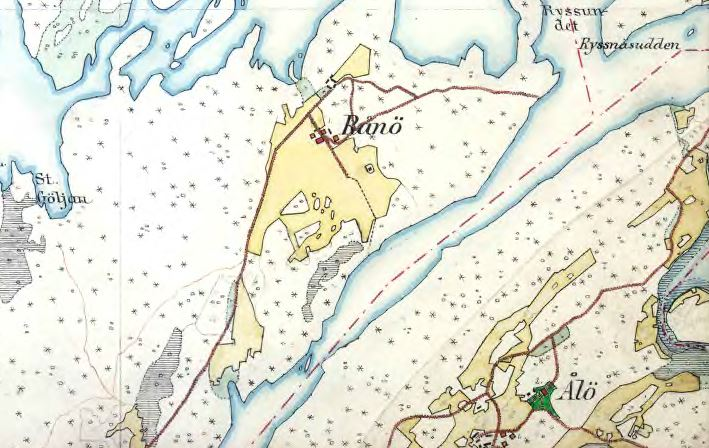
Rånö och Ålö gård på Häradsekonomiska kartan från 1900.

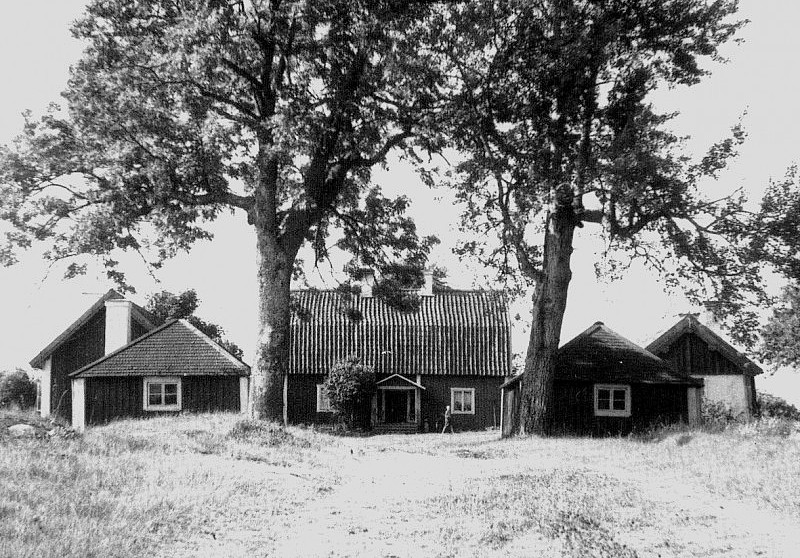
Rånö gård omkring år 1900.

Rånö omtalas första gången 1543 då en gård på ön tillhörig Johan Pedersson (Bååt) upptas i hans jordebok. Under 1600-talet ägdes Rånö till största delen av hans systerson riksrådet Erik Fleming som försökte anlägga ett säteri med gårdarna på Ålö som underlydande. Hans byggnader på Rånö ansågs dock inte tillräckligt ståndsmässiga och ansökan avslogs. 
Bybyggelsen brändes i samband med rysshärjningarna 1719. På ön finns 59 ryssugnar vilket kan tyda på att ryssarna vistats länge på ön, huvuddelen koncentrerade kring Skuthamnen på öns västra sida. 1761 köptes Rånö av en ryttmästare Reutersköld och ön övertogs sedan av hans söner som även köpte in Ålö och Nåttarö samt några av de mindre öarna. De lät anlägga en berömd trädgård vid Rånö. På 1800-talet såldes ön igen, den här gången till Utö gruvbolag. Under den tiden förekom viss brytning av fältspat vid Ryssundet och glimmer på södra Rånö.
År 1910 köptes ön av konsuln Jonas Wibom som anlade en djurpark och importerade allehanda exotiska djur till ön, bland annat bufflar och jakar. Det är denna familj Wibom som var hans syster och svåger som Sigfrid Siwertzs roman Selambs är baserad på.
År 1949 köptes ön av Stockholms stad. Rånö gård flankerades ursprungligen av fyra flygelbyggnader. Anläggningen fick till en början förfalla men har från 1985 restaurerats av arrendatorn, som även drivit varvsrörelse på ön. Numera återstår huvudbyggnaden och den västra innersta flygeln. 1974 uppfördes en stugby om ett trettiotal stugor på öns södra del. Vid Kapelludden finns en övergiven kyrkogård. Sedan 1998 ägs ön av Skärgårdsstiftelsen.

## Service
På ön finns det stuguthyrning och en mindre camping. Det finns också en livsmedelsaffär och restaurang som är öppen under sommaren. Waxholmsbolaget trafikerar ön under större delen av året. Restid från Nynäshamn är cirka en timme.

## Natur
Rånö består till största delen av hällmarker, sand och tallskog. I Hästholmsviken på öns norra del finns en fin sandstrand. 2009 påbörjades muddring av Ryssundet mellan Rånö och Utö och i juni 2010 invigdes den nya 400 meter långa och 2,5 meter djupa kanalen.
Ön ingår sedan 2008 i Ålö-Rånö naturreservat.